# Ельза Беата Браге
Ельза Беата Персдоттер Браге (1629 — 7 квітня 1653), Єлизавета Беатріс — шведська графиня і герцогиня, одружена з Адольфом Юганном I, графом Палатином Клібурзьким, герцогом Стегеборгським, братом короля Швеції Карла X.

## Життя
Ельза була дочкою Пер Браге Молодшого та Крістіни Катаріни Стенбок, її виховувала бабуся по батьковій лінії Ельза Ґілленстієрна в замку Ридбохольм. Як більшість жінок-шляхтанок того часу, її освіта в основному була зосереджена на тому, як керувати маєтком і як діяти в представницькому соціальному житті.
До одруження вона служила фрейліною шведської королеви Христини. Королева познайомила її з Адольфом Джоном, і пара була заручена в 1646 році. Весілля відбулося в замку Три Корони 1649 року в присутності монарха.
Шлюб був описаний як нещасливий, а її чоловік, як кажуть, нехтував нею на користь своїх особистих задоволень. У той час як друга дружина Адольфа Югана була описана як рівна йому в його поганих звичках, його перша дружина, навпаки, була описана як його протилежність. Економічні обставини герцогської пари були вирішені, коли Адольф Юган був призначений генеральним губернатором Вестерґетланда в 1651 році.
У Ельзи Беати була лише одна дитина: син, який прожив кілька місяців після народження в 1652 році. Вона померла під час візиту до Вадстени після періоду поганого самопочуття.